# کوندینو

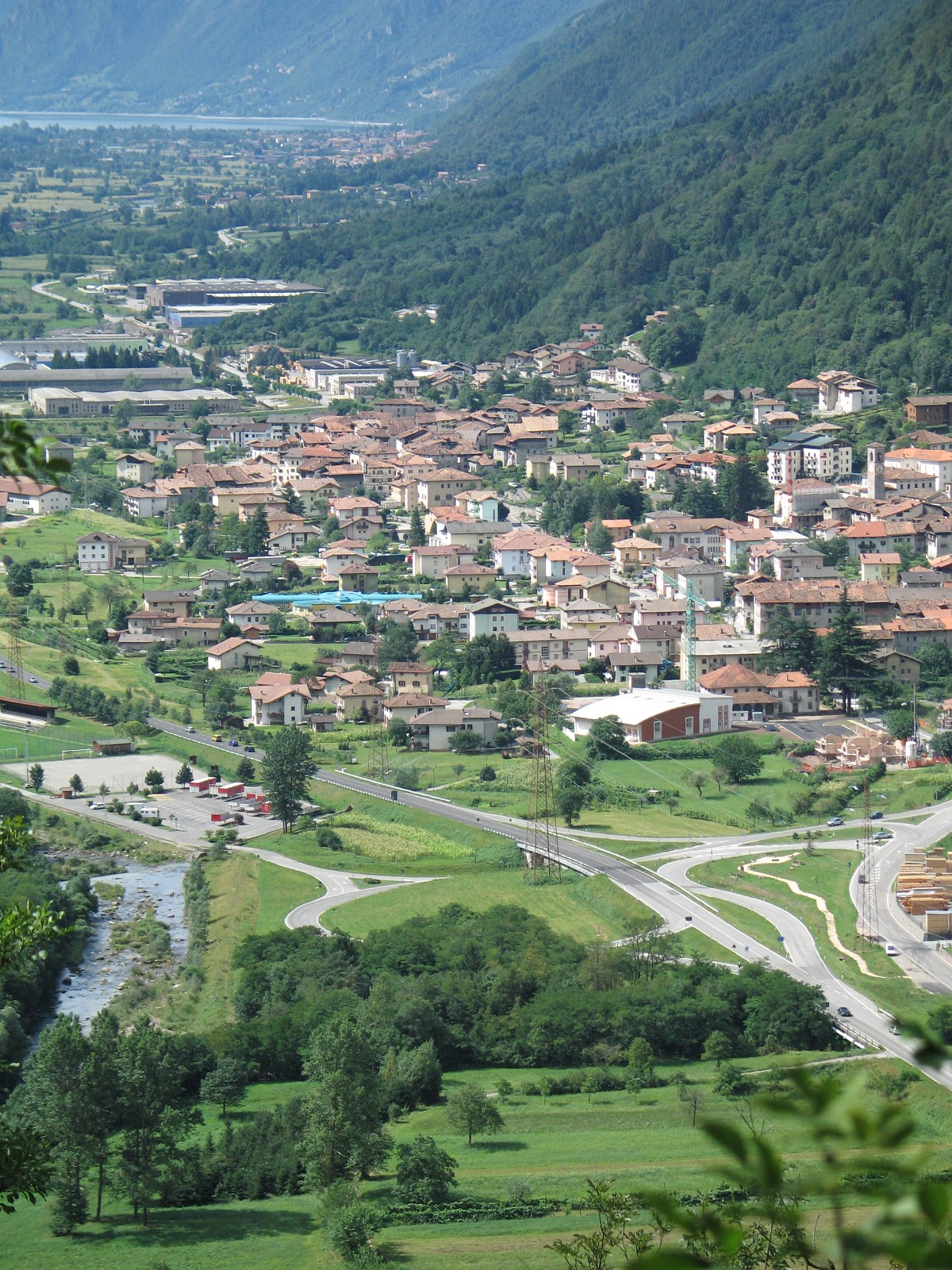
تصویری از کوندینو

کوندینو (به ایتالیایی: Condino) یک کومونه در ایتالیا است که در ترنتینو واقع شده‌است.

## خصوصیات
کوندینو ۳۳٫۸ کیلومترمربع مساحت و ۱٬۵۰۷ نفر جمعیت دارد و ۴۴۴ متر بالاتر از سطح دریا واقع شده‌است.